# Óscar Hahn (Schriftsteller)

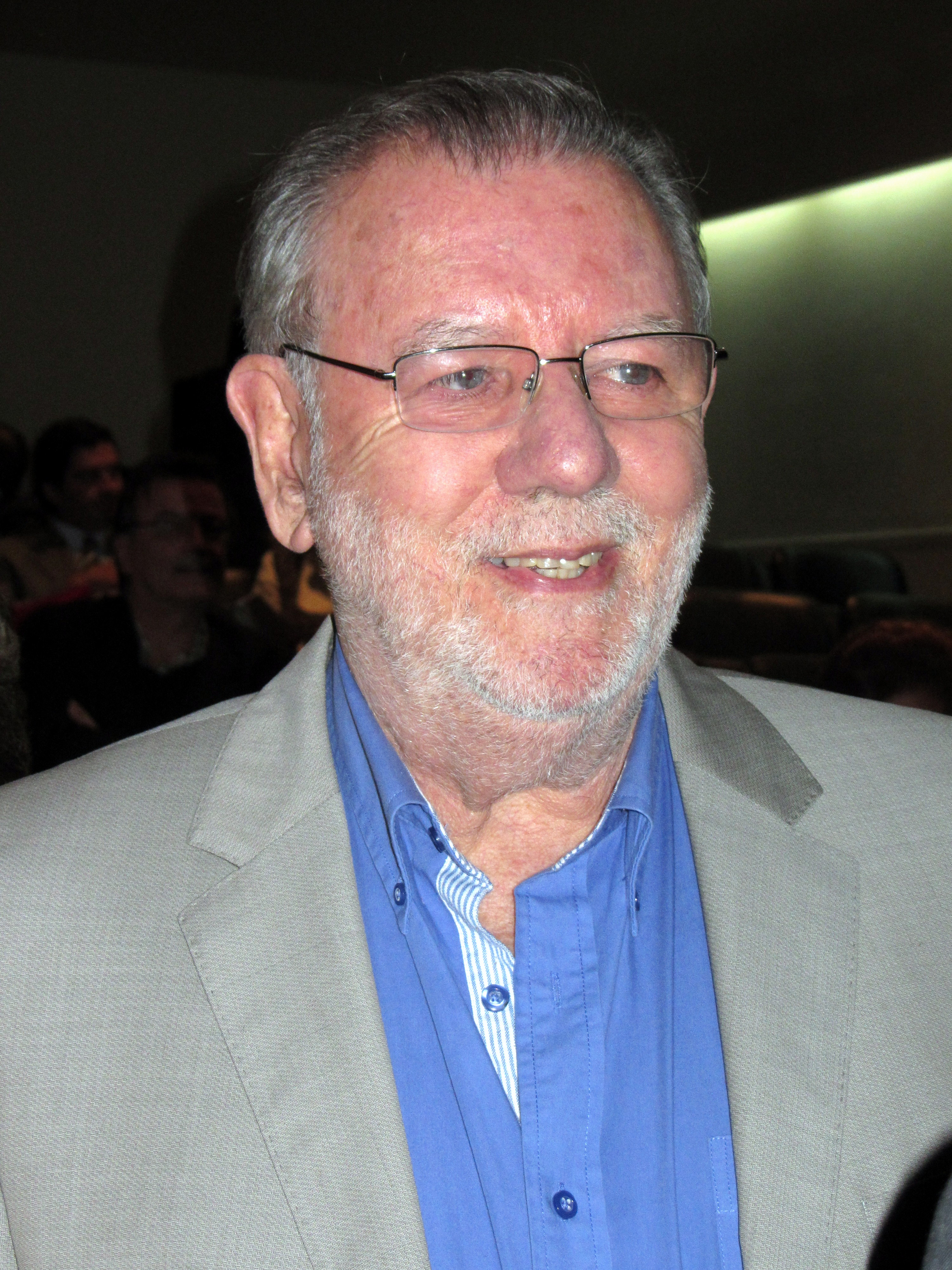
Óscar Hahn (2013)

Óscar Arturo Hahn Garcés (* 1938 in Iquique, Chile) ist ein chilenischer Literaturwissenschaftler und Schriftsteller.

## Leben
Hahn ist ein Sohn von Ralph Hahn Valdés und dessen Ehefrau Enriqueta Garcés Sánchez. Seine Schulzeit absolvierte Hahn am Colegio Salesiano Don Bosco (Iquique), am Liceo de Hombres (Valdivia) und am Liceo Óscar Castro (Rancagua). Anschließend studierte er an der Universidad der Tarapacá in Arica. 
Im Herbst 1973 putschte sich General Augusto Pinochet an die Macht und im Frühjahr des darauffolgenden Jahres ging Hahn in die USA ins Exil. Dort wurde er an der University of Maryland, College Park promoviert. Parallel dazu berief man ihn 1978 als Mitarbeiter des „Handbook of Latin American Studies“ an die Library of Congress. 
1988 beendete Hahn diese Arbeit und nahm einen Ruf als Professor für spanische Literaturwissenschaft und spanische Sprache an der University of Iowa an. Mit Wirkung vom 21. Oktober 1991 wurde Hahn von der Academia Chilena de la Lengua (Chilenische Akademie der Sprache) als korrespondierendes Mitglied aufgenommen.

## Ehrungen
- 2003 Premio Altazor
- 2006 Premio del Consejo Nacional del Libro (Chile)
- 2012 Premio Nacional de Literatura de Chile

## Werke (Auswahl)
Lyrik
- Agua final. 1967.
- Arete de morir. 1977.
- Esta rosa negra. 1961.
- Estrellas fijas en un cielo blanco. 1989.
- Imágenes nucleares. 1983.
- Poemas robados. 1996.
- Liebe unter den Ruinen. Amor bajo las ruinas, spanisch/deutsch. Rimbaud, Aachen 2012.
- Der Regenpassagier. El pasajero de la lluvia, spanisch/deutsch. Rimbaud, Aachen 2013.

Essays
- El cuento fantástico hispano-americano en el siglo XIX. 1978.
- Fundadores del cuento fantástico hispano-americano. 1998.
- Magia de las escritura. 2001.
- Texto sobre Texto. 1984.
- Vicente Huidobro o el atentado celeste.